# Моисеенков, Александр Макарович
Александр Макарович Моисеенков (6 июля 1936, БССР — 1 ноября 1992, Москва, Россия) — советский химик-органик, член-корреспондент АН СССР (с 1990 года).

## Биография
Моисеенков Александр Макарович родился в Витебской области 6 июля 1936 года. Его отец, Макар Демидович, окончивший химический факультет Белорусского государственного университета, был учителем химии и биологии в г. Шклов Могилёвской области; а мать, Лукерья Афанасьевна — домохозяйкой. В семье, кроме Александра Макаровича, были ещё два сына и дочь.
Во время Великой Отечественной войны глава семьи ушёл на фронт, а Александр с матерью, братом и сестрой остались на оккупированной территории. После освобождения г. Шклова в 1944 году советскими войсками Александр поступил в среднюю школу № 2, которую закончил в 1954 году с золотой медалью. В то время медаль давала право поступления в любой вуз страны без вступительных экзаменов, и Александр Макарович, идя по стопам отца, решил стать химиком — поступил в Московский институт тонкой химической технологии (МИТХТ), который и окончил с отличием в 1960 г. по специальности инженер-технолог-химик. Темой дипломной работы Александра Макаровича были «Синтетические исследования в области убихиноновых алкалоидов» (научный руководитель — известный советский учёный, профессор Н. А. Преображенский).
После окончания института Александр Макарович успешно прошёл вступительные испытания в аспирантуру Института органической химии имени Н. Д. Зелинского АН СССР. В дальнейшем вся научная деятельность А. М. Моисеенкова была связана именно с ИОХ АН СССР. С 1978 года он был заведующим Лабораторией полинепредельных соединений (№ 7) ИОХ РАН. В 1990 году был избран членом-корреспондентом РАН.
«Конец первого года моего обучения в аспирантуре совпал с полётом Гагарина. Тогда я на себе познал фантастическое воздействие «звёздного часа» человечества – это когда непреодолимо тянет к работе с полной отдачей сил безо всяких дополнительных импульсов». 
А. М. Моисеенков, из заметки к 50-летию ИОХ, 1984

## Научные достижения
В 1964 году А. М. Моисеенков защитил кандидатскую диссертацию «Стереохимия реакций раскрытия α-окисей ацетилциклогексенов», выполненную под руководством Афанасия Андреевича Ахрема. А. А. Ахрем был учеником академика АН СССР И. Н. Назарова и наследником трети его разделённой лаборатории. Через 10 лет, в 1974 году он защитил докторскую диссертацию, посвящённую исследованиям триацилметанов. Достижения в области химии виниловых производных триацилметанов позволили разработать простые методы получения квазистероидных гетероциклических молекул.
В 1974 г. А. М. Моисеенков перешёл в лабораторию полинепредельных соединений (№ 7) ИОХ РАН, основанную и возглавляемую Алексеем Васильевичем Семёновским (1971—1977), где занимался разработкой методов синтеза изопреноидов и феромонов (например, полового феромона домашней мухи или амбарного долгоносика). Практическая ценность исследований заключается в возможности применения таких сложных синтетических биомолекул в качестве аттрактантов насекомых при борьбе с ними.
А. М. Моисеенков был заинтересован в способах получения лекарственных препаратов из растительного сырья и сотрудничал с конца 1980-х с академиком А. Г. Толстиковым (в то время директором Института химии Уфимского научного центра АН СССР), который передавал необходимые для исследований полупродукты (олигомеры изопрена), использованные А. М. Моисеенковым в качестве исходных соединений в разработанной им схеме полного синтеза полипренолов. Особый интерес вызывала также переработка растительного сырья — хвои, в иглах которой содержится большое число полипренолов — биологически активных полинепредельных спиртов, имеющих низкую токсичность и широкий спектр действия. Исследования Александра Макаровича, продолженные его последователем Веселовским Владимиром Всеволодовичем (в настоящее время — заведующий Лабораторией полинепредельных соединений (№ 7) ИОХ РАН, д.х.н., профессор), позволили разработать иммуномодулятор «Фоспренил», рекомендованный для применения в ветеринарии.
В 1986 г. в Москве Александр Макарович принял участие в конференции ИЮПАК как председатель программного комитета. Также он был членом оргкомитетов и участником многих отечественных и международных научных конференций, выступал с пленарными докладами.
А. М. Моисеенков основал свою научную школу: под его руководством защищено более 15 диссертаций, его ученики работают в научных учреждениях России, США, Швеции, Великобритании, Молдавии и Азербайджана. Научное наследие составляет более 250 научных работ и патентов. Кроме того, стажировку и аспирантуру в лаборатории Александра Макаровича проходили студенты и аспиранты Рижского политехнического института, аспиранты химических вузов Азербайджана, Узбекистана, Казахстана, Молдавии.
У А. М. Моисеенкова было много коллег по всему миру и СССР. Он работал в ведущих научных центрах Швеции, Швейцарии, Голландии, Венгрии. В течение ряда лет сложились научные и тёплые личные контакты с шведским учёным П. Бергстромом, видным японским учёным в области химии и применения феромонов К. Мори, с д.х.н. проф. Андрисом Страковым из Латвии.

## Из библиографии
Среди научных публикаций А. М. Моисеенкова наибольшую известность получили следующие (по данным Scopus):
- Dramatic acceleration of the Diels-Alder reaction by adsorption on chromatography adsorbents (1988), Tetrahedron Letters Volume 29, Issue 2, 1988, Pages 175—178
- Synthesis of (±)-hotrienol and (±)-santolina alcohol via cyclopropenes (1982), J. Chem. Soc., Chem. Commun., 1982,0, 109—110
- Acetylcyclopropane as a five-carbon building block in the synthesis of some acetogenin insect pheromones (1991), Journal of the Chemical Society, Perkin Transactions 1, 1991, 0, 2639—2649
- Synthetic application of the pummerer reaction (1991), Russian Chemical Reviews, 1991, 60 (6), 643—657
- Lewis acid initiated or high pressure promoted reactions of isoprene with phenylsulphinyl chloride (1984), Tetrahedron Letters Volume 25, Issue 51, 1984, Pages 5929-5932
- A new stereoselective synthesis of (Z)-9-tricosene, the sex attractant of the common housefly (1985), Tetrahedron Letters Volume 26, Issue 3, 1985, Pages 305—306
- Synthesis of compounds relating to polyprenols (1989), Chemistry and Physics of Lipids Volume 51, Issues 3-4, November 1989, Pages 147—157

«Я прошёл отличную школу акад. Назарова и проф. Преображенского, что предопределило пожизненную тему моих занятий в органической химии – тонкий органический синтез применительно к объектам природного происхождения.»

А. М. Моисеенков, из заметки к 50-летию ИОХ, 1984
Умер в 1992 году. Похоронен на Троекуровском кладбище.

## Почести и награды
- 1988 г. — премия РАН им. A. М. Бутлерова по химии — за цикл исследований, посвящённых химии феромонов насекомых («Разработка методов регио- и стереоконтролируемого синтеза и синтез феромонов и ювеноидов»)[8][9][10]
- 1998 — Государственная премия Российской Федерации за цикл трудов «Ациклические изопреноиды: химия и синтез биологически активных веществ на их основе»[11]
- Медаль «В ознаменование 100-летия со дня рождения Владимира Ильича Ленина»
- Медали и дипломы ВДНХ СССР
- Медаль «Ветеран труда»
- Заместитель главного редактора «Журнала органической химии»
- Член Учёного Совета ИОХ РАН
- Член Химического общества им. Д. И. Менделеева

## Семья
В 1963 году женой А. М. Моисеенкова стала Левина Инна Соломоновна, в настоящее время — ведущий научный сотрудник Лаборатории химии стероидных соединений (№ 22) ИОХ РАН, доктор химических наук. Их дочь Ольга, родившаяся в 1967 году, окончила исторический факультет МГУ им. М. В. Ломоносова.

## Увлечения
Александр Макарович любил музыку, в особенности классический джаз. Обладатель хорошего чувства юмора, он был общителен и коммуникабелен. Очень хорошо знал английский язык и даже (немного) — японский химический язык, что позволяло ему читать оригиналы статей.

## Память
- В честь А. М. Моисеенкова как выдающегося учёного была учреждена именная стипендия, которой награждаются лучшие аспиранты ИОХ РАН за успехи в области тонкого органического синтеза и химии природных соединений.[12]
- Портрет А. М. Моисеенкова установленный в ИОХ РАН на стенде членов Академии наук, работавших и работающих в этом институте.

«Самая главная грань личности Александра Макаровича Моисеенкова. состоит в том, что он жил и работал не для себя, и даже не для любимой им химии, а для людей. И химию, и науку вообще он рассматривал только как средство приносить пользу людям — и близким, и всем-всем. И очень не любил (и часто не скрывал этого) тех людей, которые смотрели на эти вещи иначе. А вот если какая-либо из его разработок — новый реактив, реакция, метод, препарат — нужна была другим людям, уж тут активность, инициатива, помощь (и бескорыстность) Александра Макаровича были просто безграничны.»
Выдержка из воспоминаний коллеги А. М. Моисеенкова — проф. д.х.н. Пивницкого К. К. (стенгазета ИОХ к 60-летию со дня рождения А. М. Моисеенкова, 1996 г.)